# 双袋兰属
双袋兰属（学名：Disperis），又名鴛鴦蘭屬，是兰科下的一个属，为陆生兰。该属共有约75种，主要分布于非洲。